# Heliconius erato

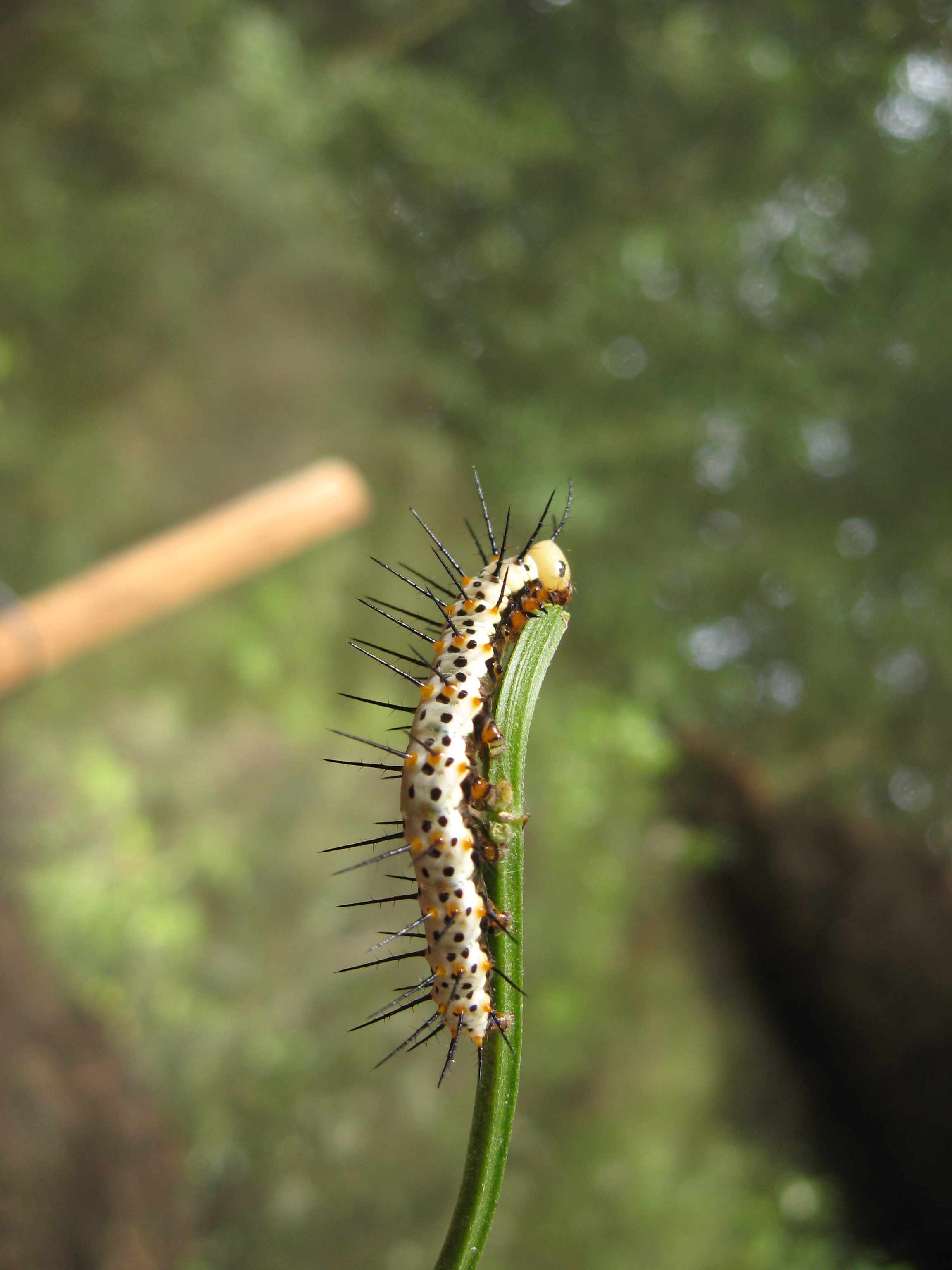
Larva

Heliconius erato es una especie de lepidóptero de la familia Nymphalidae. Se distribuye en la región neotropical, desde el norte de Brasil, por América Central, hasta México, ocasionalmente llega hasta Texas.

## Descripción
La especie es muy variable en color y forma. Dependiendo de la ubicación, y sus diferentes apariencias puede ser difícil de distinguir de las demás especies de Heliconius como Heliconius sara. Particularmente difícil de distinguir con el relacionado Heliconius melpomene, que imita casi todas las formas de color de Heliconius erato , las formas de color están sincronizadas entre las dos a lo largo de su hábitat común. Al igual que Heliconius charithonia, H. Erato es una de las pocas mariposas que recoge y digiere el polen, confiriendo una longevidad considerable a los adultos (varios meses). Los adultos se posan en grupos, regresando al mismo lugar cada noche.

## Orígenes
Un estudio reciente, utilizando el conjunto de datos de los Polimorfismos en la longitud de fragmentos amplificados (AFLP) y ADN mitocondrial (ADNmt), sitúa los orígenes de la especie H. Erato en 2,8 millones de años. H. Erato también muestra la agrupación de los AFLPs por la geografía que revela que H. Erato se originó en el oeste de América del Sur.

## Subespecies

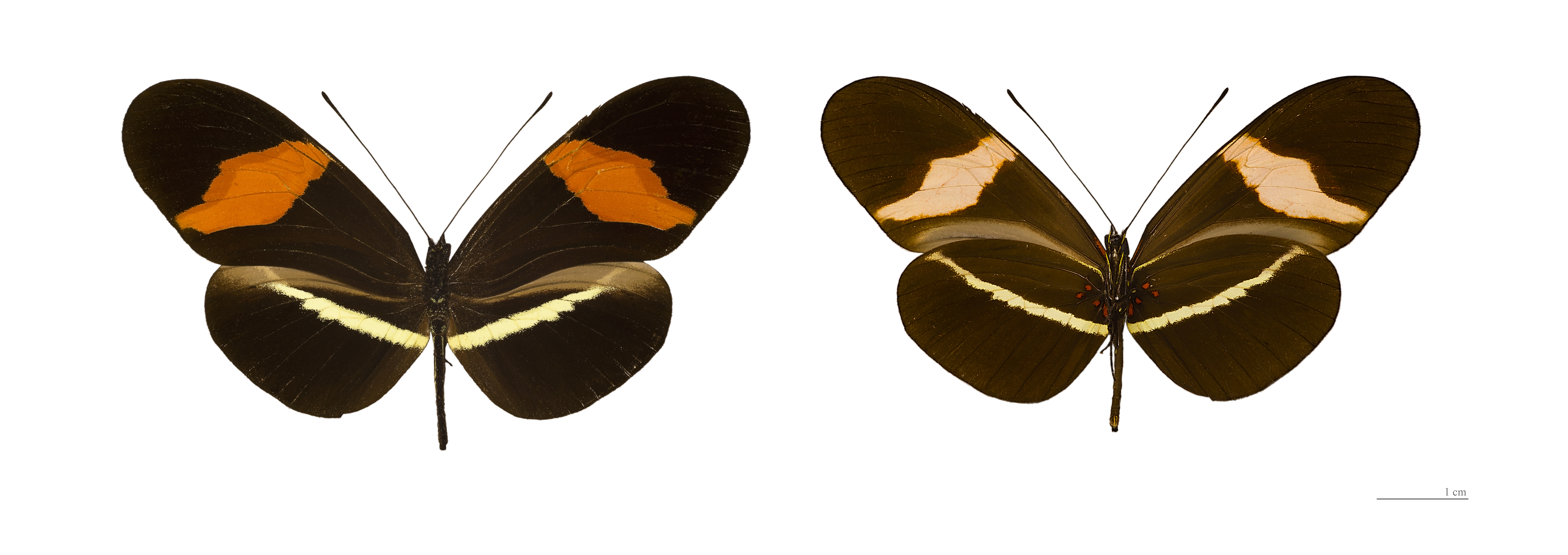
Heliconius erato petiveranus

- Heliconius erato amalfreda Riffarth
- Heliconius erato amphitrite Riffarth
- Heliconius erato chestertonii Hewitson
- Heliconius erato cruentus Lamas, 1998.
- Heliconius erato cyrbia Latreille & Godart
- Heliconius erato dignus Stichel
- Heliconius erato erato (Linnaeus, 1764)
- Heliconius erato estrella Bryk
- Heliconius erato favorinus Hopffer
- Heliconius erato hydara Hewitson
- Heliconius erato lativitta Butler, 1877
- Heliconius erato meliorina Neusteter
- Heliconius erato microlea Kaye
- Heliconius erato notabilis Godman & Salvin
- Heliconius erato petiveranus Doubleday, 1847
- Heliconius erato phyllis (Fabricius)
- Heliconius erato reductimacula Bryk
- Heliconius erato venus Staudinger
- Heliconius erato venustus Salvin